# Thomas Linière Taschereau
Pour les autres membres de la famille, voir Famille Taschereau.
Thomas Linière Taschereau (8 octobre 1850-29 mai 1901) est un avocat et homme politique fédéral du Québec.

## Biographie
Né à Sainte-Marie dans le Canada-Est, il fait ses études au Collège de Sainte-Anne-de-la-Pocatière, au Collège Sainte-Marie de Montréal et à l'Université Laval. Ensuite, il pratiqua le droit à Saint-Joseph-de-Beauce en 1873. En 1877, il épousa en secondes noces la fille du maire de Québec Charles Joseph Alleyn. Il fut maire de Saint-Joseph-de-Beauce de 1891 à 1893.
Élu député du Parti conservateur dans la circonscription fédérale de Beauce lors d'une élection partielle survenue en 1884 et déclenchée après la démission de Joseph Bolduc, nouvellement nommé au Sénat, il tenta sans succès de devenir député de Kamouraska en 1896 et en 1900, mais fut défait par le libéral Henry George Carroll.
En 1901, il est mort d'une maladie de cœur à Québec à l'âge de 50 ans.
Sa fille, Zoé-Mary Stella, épousa Eugène Fiset qui a été Lieutenant-gouverneur du Québec de 1939 à 1950 et député fédéral de Rimouski de 1924 à 1939.